# Savalou
Savalou es una comuna beninesa perteneciente al departamento de Collines.
En 2013 la comuna tenía una población de 144 549 habitantes.
Se ubica en el cruce de las carreteras RNIE3 y RNIE5. Su territorio es fronterizo con la región del Altiplano de Togo.

## Subdivisiones
Comprende los siguientes arrondissements:
- Djaloukou
- Doumè
- Gobada
- Kpataba
- Lahotan
- Lèma
- Logozohoué
- Monkpa
- Ottola
- Ouèssè
- Savalou-Aga
- Savalou-Agbado
- Savalou-Attakè
- Tchetti